# Хьюитт, Норм
Норман Джейсон «Норм» Хьюитт (англ. Norman Jason "Norm" Hewitt), также известный под маорийскими именами Нгати Кахунгуну (англ. Ngati Kahungunu), Нгати Туваретоа (англ. Ngati Tuwharetoa) и Нгати Пакеха (англ. Ngati Pakeha), 11 ноября 1968 — 15 июля 2024) — новозеландский регбист, выступавший на позиции хукера в сборной Новой Зеландии.

## Биография

### Игровая карьера
Окончил колледж Те Ауте, играл в команде «Тарадейл». В 1988 году стал игроком команды «Хокс-Бей», играя на позиции хукера, и до 1994 года сыграл 92 матча — среди них были встречи против Британских и ирландских львов в 1993 году, в которой его команда сенсационно победила, и против сборной Франции в 1994 году. Игра против «Львов» стала одной из причин того, что Хьюитт попал в сборную Новой Зеландии, но «Хокс-Бей» он покинул после того, как клуб вылетел во второй дивизион чемпионата провинций Новой Зеландии. В 1995—1997 годах он провёл 22 игры в составе «Саутленда», а затем сыграл ещё и в «Веллингтоне» в 1999—2001 годах (31 матч). В финале Первого дивизиона чемпионата Новой Зеландии против «Кентербери» Хьюитт играл со сломанной рукой. Также на его счету 12 игр в Супер 12 в составе клуба «Харрикейнз» и выступления за сборную маори по регби. Всего с учётом игр за сборную Новой Зеландии Хьюитт провёл 296 игр на профессиональном уровне.
В составе сборной Новой Зеландии Хьюитт провёл 9 тест-матчей и ещё 14 нетестовых матчей, не закрепившись в основе и проиграв конкуренцию Шону Фитцпатрику. Дебют его состоялся в матче против «Львов» в 1993 году, в том же году он участвовал в турне по Шотландии и Англии. В 1994 году пребывал в резерве, в 1995 году выступил на чемпионате мира в ЮАР и вышел на замену в игре с Японией после травмы Фитцпатрика (сборная стала серебряным призёром чемпионата мира). Участвовал в турне по Франции и Италии в 1995 году, по ЮАР в 1996 году и по Уэльсу, Англии и Франции в 1997 году. Из-за внерегбийных факторов даже очередная травма Фитцпатрика не позволила Хьюитту занять твёрдо его место в основе команды. В 1997 году во время исполнения хаки в матче с англичанами нос к носу столкнулся с Ричардом Кокериллом.
В 1998 году Хьюитт заменил Антона Оливера во время тест-матча против Англии, но получил серьёзную травму и выбыл до конца сезона. Перед чемпионатом мира 1999 года был исключён из состава сборной за свою пьяную выходку в Куинстауне, не получив в дальнейшем права на возвращение в команду.

### Стиль игры и характер
Для нападающего высокого класса Хьюитт был слишком низким, однако отличался мощным телосложением и умело сражался как на левом, так и на правом флангах нападения. Однако он был куда больше известен вне поля с отрицательной стороны, постоянно ввязываясь в скандалы и устраивая пьяные дебоши. Так, он лишился капитанства в клубе «Хокс-Бей» после инцидента в гостинице, а в 1997 году после того, как был заменён в игре против Уэльса, проявил крайнее неуважение к тренеру «Олл Блэкс» Джону Харту и был изгнан из сборной.
В 1998 году Хьюитт устроил ещё одну пьяную выходку в Куинстауне, а также успел подраться с английским регбистом. За свои поступки он вынужден был через год публично извиниться. После инцидента 1998 года он окончательно прекратил употреблять спиртное и стал одним из ярых сторонников здорового образа жизни.

### Вне регби
Хьюитт участвовал в первом сезоне новозеландской версии шоу «Dancing with the Stars» в 2005 году и победил в паре с Кэрол-Энн Хикмор. Призовые победителя он передал благотворительному обществу Duffy Books in Homes. Позже работал в начальной школе Рангикуреа в Порируа (Веллингтон). Снимался в документальном фильме «Хорошие люди» (англ. Making Good Men), в котором рассказывалось о его отношениях с одноклассником, известным актёром Ману Беннеттом.
Скончался 15 июля 2024 года. Согласно официальным сообщениям, у Хьюитта был диагностирован боковой амиотрофический склероз.

### Семья
Уроженец Хокс-Бей, провёл там детство. Супруга — Арлен Томас, чемпионка мира по аэробике, преподаёт фитнес в спортивном клубе «Дженкинс» в Веллингтоне.